# Protochactas furreri
Protochactidae, Protochactas
Famille
Genre
Espèce
Protochactas furreri, unique représentant du genre Protochactas et de la famille des Protochactidae, est une espèce fossile de scorpions.

## Distribution
Cette espèce a été découverte en Suisse dans le canton du Tessin à Meride sur le Monte San Giorgio. Elle date du Ladinien au Trias moyen.

## Description
L'holotype mesure 27,0 mm.

## Systématique et taxinomie
Cette espèce a été décrite par Lourenço, Magnani & Stockar en 2022.
Ce genre a été décrit par Lourenço, Magnani & Stockar en 2022. 
Cette famille a été décrite par Lourenço, Magnani & Stockar en 2022. 

## Étymologie
Cette espèce est nommée en l'honneur de Heinz Furrer.

## Publication originale
- Magnani, Stockar & Lourenço, 2022 : « A new family, genus and species of fossil scorpion from the Meride Limestone (Middle Triassic) of Monte San Giorgio (Switzerland). » Faunitaxys, vol. 10, no 24, p. 1-7 (texte intégral).